# Ajugeae
Tribu
Les Ajugeae sont une tribu de plantes à fleurs de la famille des Lamiaceae et de la sous-famille des Ajugoideae.

## Description
Le genre type est Ajuga L.

## Liste des genres
Ajuga – Amethystea – Caryopteris – Pseudocaryopteris – Trichostema – Tripora

## Publication originale
- Bentham G., 1829. Edwards's Botanical Register 15: t. 1289.